# Laurence H. Silberman

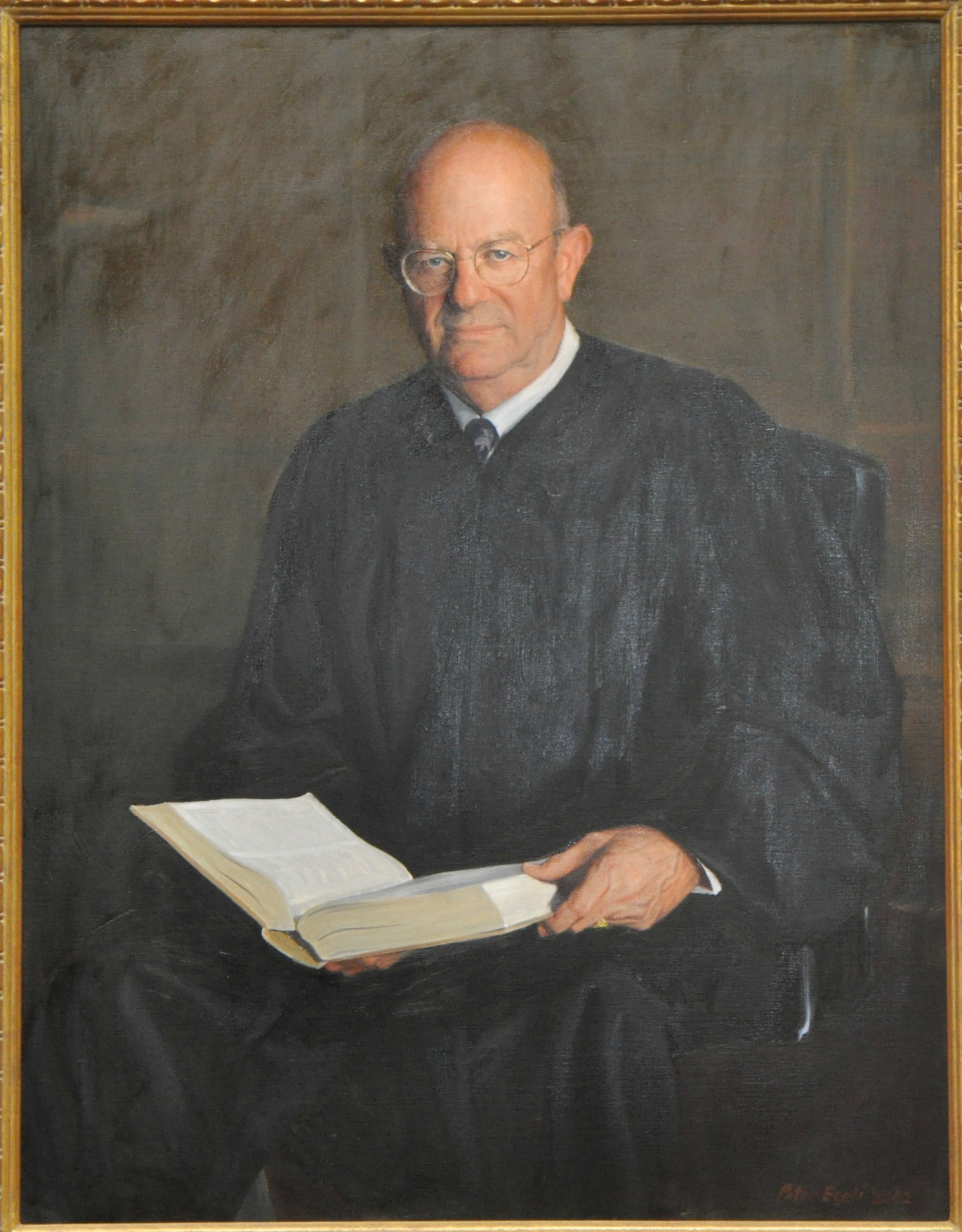
Laurence Silberman

Laurence Hirsch Silberman (* 12. Oktober 1935 in York, Pennsylvania; † 2. Oktober 2022 in Washington, D.C.) war ein US-amerikanischer Diplomat, Richter und Hochschullehrer, der unter anderem stellvertretender US Attorney General war.

## Leben

### Studium und Aufstieg zum Deputy Attorney General
Nach dem Schulbesuch studierte Silberman zuerst am Dartmouth College und schloss dieses 1957 mit einem Bachelor of Arts (B.A.) ab. Nachdem er anschließend seinen Militärdienst in der US Army absolviert hatte, studierte er zwischen 1958 und 1961 Rechtswissenschaften an der Law School der Harvard University und beendete dieses Studium mit einem Bachelor of Laws (LL.B.).
Danach war er zunächst von 1962 bis 1963 Dozent an der Law School der University of Hawaiʻi, ehe er daraufhin als Rechtsanwalt tätig war. 1969 trat er in den Regierungsdienst ein, wurde erst Solicitor und dann von 1970 bis 1973 Unterstaatssekretär im US-Arbeitsministerium (Undersecretary of Labor).
Danach wurde der den Republikanern zugehörige Silberman 1974 als Deputy Attorney General stellvertretender Justizminister, ehe er von 1975 bis 1977 während der Präsidentschaft von Gerald Ford Botschafter in der Sozialistischen Föderativen Republik Jugoslawien war.
Mit dem Amtsantritt des demokratischen Präsidenten Jimmy Carter verließ er den Regierungsdienst 1977 und war erst ein Jahr Senior Fellow am American Enterprise Institute, einer konservativen Denkfabrik in Washington, D.C. Anschließend war er dort zwischen 1978 und 1985 als Gastwissenschaftler (Visiting Fellow) tätig sowie darüber hinaus von 1979 bis 1983 Vizepräsident für strategische Planung, Rechts- und Regierungsangelegenheiten der Crocker National Bank. Neben einer zusätzlichen Mitarbeit am Defense Policy Board Advisory Committee, einem Beratungsgremium des US-Verteidigungsministeriums, engagierte er sich auch im American Council of Trustees and Alumni, der Federalist Society sowie im Beratungsgremium des National Strategy Information Center.

### Richter am US Court of Appeals und Iraq Intelligence Commission
Im Oktober 1985 wurde Silberman Richter an dem für den District of Columbia zuständigen Bundesberufungsgericht (US Court of Appeals) und bekleidete diese Funktion bis zur Versetzung in den sogenannten Senior Status im November 2000. Während dieser Zeit wirkte er 2003 unter anderem im Verfahren District of Columbia v. Heller mit.
Neben seiner Tätigkeit als Richter nahm er in den folgenden Jahren auch mehrere Lehraufträge im Fach Rechtswissenschaften wahr und war zuerst von 1987 bis 1994 Professor an der Georgetown University sowie danach von 1995 bis 1996 an der New York University (NYU). Während einer erneuten Professur an der Georgetown University von 1997 bis 1999 war er 1998 auch Professor an der Law School der Harvard University.
Im Februar 2004 wurde er von US-Präsident George W. Bush zusammen mit Chuck Robb, einem früheren demokratischen Gouverneur von Virginia und US-Senator, bis Mai 2005 zum Ko-Vorsitzenden der Commission on the Intelligence Capabilities of the United States Regarding Weapons of Mass Destruction ernannt, einer Kommission, die sich mit Geheimdiensterkenntnissen der USA zu Massenvernichtungswaffen im Irak befasste. Weitere Mitglieder der Kommission waren der Senator für Arizona, John McCain, der ehemalige Rechtsberater des Weißen Hauses, Lloyd Cutler, die ehemalige Präsidentin des US Court of Appeals für den District of Columbia, Patricia Wald, der Präsident der Yale University, Rick Levin, der ehemalige Direktor der National Security Agency, Bill Studeman, der Präsident des Massachusetts Institute of Technology, Charles Marstiller Vest sowie der frühere Präsident der Rand Corporation, Henry Rowen.
2008 wurde ihm für seine Verdienste die Presidential Medal of Freedom verliehen, neben der gleichrangigen Congressional Gold Medal eine der beiden höchsten zivilen Auszeichnungen der Vereinigten Staaten.
Laurence Silberman starb Anfang Oktober 2022, kurz vor seinem 87. Geburtstag, in Washington, D.C.